# ملعب النادي المصري الفرعي بالقنال الداخلي
ملعب السيد متولي أو الملعب الفرعي للنادي المصري هو ملعب كرة قدم قانوني مزود بالأضواء الكاشفة وغرف خلع الملابس للاعبين يقع في محافظة بورسعيد في مصر، ويستخدم كملعب للتدريب للفريق الأول بنادي المصري، فضلاً عن استقباله لبعض تدريبات ومباريات فرق قطاع الناشئين بالنادي.
وملحق بهذا الملعب القانوني ملعباً اخر اصغر مساحة يستخدم بواسطة فرق البراعم بالنادي.
تم إطلاق اسم السيد متولي على هذا الملعب بواسطة إدارة النادي المصري في نوفمبر من عام 2013 تكريماً لذكرى الرئيس الأسبق للنادي والذي أعتلى رئاسة النادي قرابة 26 عاماً غير متصلة.